# 邹竞
邹竞（1936年2月9日—2022年6月9日），女，祖籍浙江平湖，生于上海，感光材料专家，中国工程院院士。曾任中国乐凯集团有限公司研究院首席专家、教授级高级工程师，兼任天津大学化工学院教授、博士生导师。长期从事国防军工胶片、彩色电影胶片、彩色民用胶卷和医用胶片的制造技术和新产品开发研究。

## 生平
邹竞于1954年从苏州高级中学毕业，被选为留苏预备生。入北京俄语学院修读一年俄语后，赴苏联入列宁格勒电影工程学院攻读电影胶片制造及洗印加工专业。1960年毕业，获工艺工程师职称，当年回国并进入保定电影胶片厂工作。1994年当选中国工程院院士。